# Le Zèbre (théâtre)
Pour les articles homonymes, voir Le Zèbre.
Le Zèbre est une salle de spectacles située dans le quartier de Belleville, au 61-63, boulevard de Belleville, dans le 11e arrondissement de Paris.

## Histoire
En 1939, Georges Lescure et Berck-Rodomski créent une salle de cinéma, Le Nox au 63 boulevard de Belleville dans le 11e. Après la guerre, un troisième partenaire, Monsieur Roland, rejoint l'équipe. L'affaire tourne, mais l'époque est difficile. Et en novembre 1951, ils décident de louer la salle à Christiane et Jacques Leproux qui en deviennent les gérants. Ceux-ci sont berrichons, et décident de rebaptiser Le Nox : Le Berry.
Mais le cinéma en général n'est pas florissant ; le quartier, culturellement, est plutôt sinistré et beaucoup de petites salles se convertissent aux péplums qui doivent beaucoup au héros emblématique Maciste, aux Western américains de série B, et en dernier lieu, à la pornographie, sauf Le Berry qui veut faire perdurer la belle tradition du  cinéma de famille.
Dans les années 1960-70, pour mieux répondre aux attentes des habitants du quartier, le cinéma diffuse en majorité les films mettant en vedette Oum Kalsoum et Farid el Atrache, les deux stars du cinéma égyptien d'après-guerre.
Dans les années 1980, pour attirer un public plus jeune, Christiane Leproux ouvre sa salle à la musique. Le Berry caracole et s'adjoint le nom de Zèbre (en hommage au film de Guy Lux, Drôles de zèbres). Il devient Le Berry Zèbre.
Mais en 1985, le propriétaire, Monsieur Lescure, refuse le renouvellement de bail de Christiane Leproux et cherche à revendre la salle. Après maintes péripéties (décès du propriétaire), dans la nuit du 18 au 19 avril 1994 à 2h00 du matin, une entreprise de bâtiment mandatée par huissier mure l’entrée, des déménageurs arrachent les fauteuils du parquet, saccagent la cabine de projection, détruisent les bobines des films et crèvent l’écran.
C'est le 25 avril que le professeur Albert Jacquard casse, symboliquement, la première pierre du mur, inaugurant ainsi une période de squat fou par des artistes de tous bords. Il y a concert chaque soir : Higelin, Richard Bohringer, Les Garçons Bouchers, Les Endimanchés,Pierre Barouh, Têtes Raides... Ils sont tous là pour que la salle reste vivante. Mais les pressions judiciaires sont les plus fortes, et le Berry Zèbre reste muré 5 ans.
En janvier 1999, Francis Schoeller, directeur du Cirque de Paris, rachète les murs. La Mairie de Paris, le Conseil régional d'Île-de-France et le Ministère de la Culture s'unissent enfin et le permis de construire est délivré. 2001 est consacré à des travaux dantesques.
Le Zèbre de Belleville ouvre en 2003 et offre au public des spectacles de cabaret, à l'image du Cabaret de Poussière de Martin Dust.

## Le Cabaret-Cirque
Le Zèbre de Belleville a construit sa renommée sur son histoire, la beauté de sa structure et la qualité ainsi que la diversité de ses spectacles. C’est dans cet esprit que depuis cinq ans le Zèbre reprend son concept de Cabaret-Cirque, pour le plus grand plaisir des parents et enfants.
À sa naissance, durant la Belle Époque, le cabaret ― notamment celui des Folies Bergère ― présentait des numéros variés : on y montrait des chanteurs et des danseurs, des jongleurs et des clowns etc. Le cabaret proposait donc des numéros de cirque qui épataient les spectateurs.
En accord avec la tradition, Francis Schoeller crée en 2003 un cabaret-cirque au Zèbre à Belleville, introduisant ainsi dans une ambiance intimiste et chaleureuse sa grande passion.
Le Cabaret-Cirque, ce sont des performances artistiques diverses alliant arts du cirque, music-hall et cabaret : jongleurs, trapézistes, funambules, magiciens...
Tout au long de la soirée, les artistes du Zèbre évoluent dans un mélange de convivialité doublé d’humour.
Spectacle unique en France, et toujours renouvelé, le Cabaret-Cirque du Zèbre de Belleville s’est fait connaître principalement par le bouche-à-oreille et est devenu le spectacle référence de Belleville.
Le Zèbre, c'est aussi des spectacles pour enfants, des concerts, du théâtre, etc.

## Dans la culture populaire
- Dans Monsieur Malaussène, l'écrivain Daniel Pennac, fait du Zèbre un personnage à part entière du roman.